# Fulminato

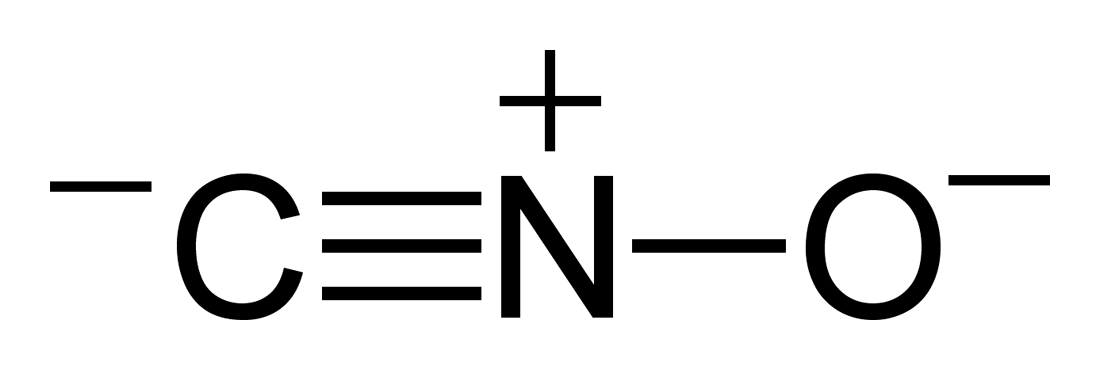
Fórmula estrutural do íon fulminato

Fulminatos são compostos químicos os quais incluem o ânion fulminato. O ânion fulminato é um pseudohaleto, atuando como um halogênio quanto a sua carga e reatividade. Devido à instabilidade deste ânion, eles são explosivos sensíveis à fricção. O mais conhecido é fulminato de mercúrio, o qual tem sido usado como um explosivo primário em detonadores. Fulminatos podem ser formados com metais, como a prata e o mercúrio (elemento), dissolvidos em ácido nítrico e reagindo com álcool. A fórmula química para o ânion fulminato é O−N+C−. É a presença desta fraca ligação simples entre o oxigénio e o nitrogênio que lhe confere instabilidade. O nitrogênio muito facilmente forma uma estável ligação tripla a outro átomo de nitrogênio, formando nitrogênio gasoso.